# Nicola Antonio Porpora
Nicola Antonio Porpora (17. august 1686—3. marts 1768) var en italiensk operakomponist og sangermester.

## Biografi
Porporas fødeby Neapel var på hans tid operaens metropol, derfra forskrevs både komponister og operister hele verden over. Han udmærkede sig i begge retninger, optrådte just ikke selv som sanger, men var sjælden forfaren i sangkunstens hemmeligheder. Blandt hans sangelever findes en mængde af tidens berømte sangerberømtheder, deriblandt Caffarelli og Farinelli.
Som frugtbar og yndet operakomponist — i alt kender man fra ham 53 operaer — og søgt sangermester rejste han ligesom så mange af sine italienske kolleger ud, 1725—55 træffer vi ham snart i Tyskland, snart i London, hvor han stod i spidsen for det imod Händel grundede operaforetagende, snart i Wien, hvor Haydn i sin ungdom gjorde tjeneste hos Porpora, og i Dresden, hvor Porpora virkede som hofkapelmester.
Siden 1755 tog han atter ophold i Neapel og ansattes som kapelmester ved Domkirken og direktør for konservatoriet San Onofrio. Foruden de nævnte operaer har Porpora komponeret 6 oratorier, dertil en mængde kirkemusik i tidens operistiske Stil samt forskellige værker for kammermusik, der endnu har interesse for vor tid, violinsonater, triosonater for strygeinstrumenter, fugaer for klaver og endelig — ikke mindst værdifulde — en række solokantater for en sangstemme med klaver.